# Когда он стоит у камина

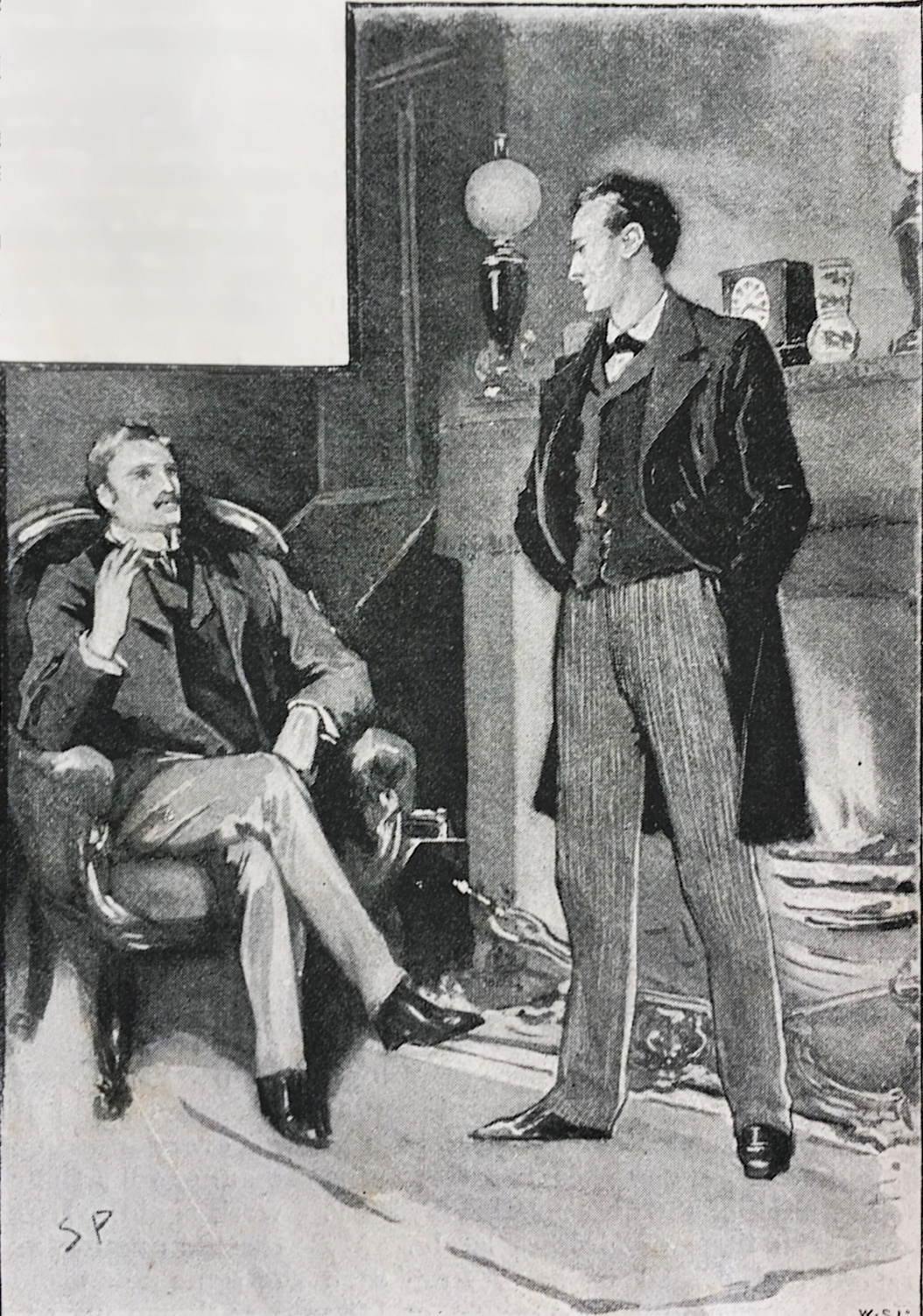
«Когда он стоит у камина». Первая опубликованная иллюстрация Сидни Пэджета к произведениям Конан Дойла. В левом верхнем углу находится лакуна, на месте которой помещалась часть текста рассказа

«Когда он стоит у камина», «Потом он встал перед камином…» (англ. Then he stood before the fire) — иллюстрация художника Сидни Пэджета к первой публикации детективного рассказа писателя Артура Конан Дойла «Скандал в Богемии» (июльский выпуск 1891 года журнала Strand Magazine). Рассказ был проиллюстрирован десятью рисунками, при этом «Когда он стоит у камина» идёт первым. Работы художника были использованы также при первой публикации сборника «Приключения Шерлока Холмса» (на 12 рассказов приходится 104 рисунка), где первым идёт «Скандал в Богемии».

## Создание
После создания двух повестей о Шерлоке Холмсе «Этюд в багровых тонах» (1887) и «Знак четырёх» (1890) писатель, получив выгодное предложение, решил переключиться на короткие рассказы о Холмсе. Рассказы, позднее вошедшие в первый сборник Дойла, публиковались раз в месяц в номерах с июля 1891 года по июнь 1892 года в недавно открытом лондонском журнале Strand Magazine. В продаже первый рассказ о Холмсе «Скандал в Богемии» (он же затем был помещён первым и в сборник) появился 25 июня 1891 года в июльском номере журнала.

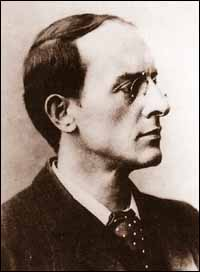
Уолтер Пэджет — вероятная модель Холмса. После смерти Сидни в 1908 году, он проиллюстрировал свой первый и последний рассказ о великом детективе — «Шерлок Холмс при смерти»

До публикации рассказов, вошедших в сборник «Приключения Шерлока Холмса», произведения о Холмсе иллюстрировали несколько художников. В 1891 году Strand Magazine стал сотрудничать с Сидни Пэджетом. По легенде это произошло практически случайно. Согласно этой версии, редакция журнала обратилась с предложением о сотрудничестве к Уолтеру Пэджету (тоже художнику), старшему брату Сидни. В тексте письма содержалось обращение — «мистеру Пэджету», но распечатал его Сидни и принял его на свой счёт. По распространённой точке зрения, именно черты лица Уолтера послужили Сидни отправной точкой для создания внешнего облика Холмса. Однако, такое мнение отрицал их брат, Генри, который говорил, что образ великого детектива целиком и полностью плод воображения Сидни. Вероятной моделью для изображения внешнего вида Ватсона называют архитектора Альфреда Морриса Батлера, друга Сидни. По наблюдению британского исследователя Алекса Вернера (Alexander D. Werner), неизвестно, сколько времени потратил художник представляя образ великого детектива и изучая первые две книги о его приключениях. «Возможно, как Конан Дойл, который уже полностью сформировал и героев, и их окружение, Пэджет впитал их мир и природу в гораздо большем объёме, чем обычно требуется для создания иллюстраций к рассказу». После создания рисунков Пэджет, как и другие художники журнала, передавали их для гравирования нанятым издательством мастерам, фирмам.
На рисунках Пэджета Холмс представлен высоким, худощавым мужчиной (несколько выше Ватсона), со скуластым, выбритым лицом. В общей сложности художник создал более 350 работ к произведениям о приключениях Холмса и Ватсона. Его рисунки, а также американского иллюстратора Фредерика Дорра Стила, оказали значительное влияние на восприятие образа великого детектива в культуре, многие придуманные им детали стали ассоциироваться с героем, а многие другие художники вынуждены были им подражать. Джон Диксон Карр по этому поводу заметил: «Эта худая фигура, нарисованная Сидни Пэджетом, стала такой же знакомой, как омнибусы на Странде, окрашенные в белый, зелёный или шоколадно-коричневый цвет в зависимости от маршрута, которые громыхали по грязи днём и при свете дуговых ламп вечерами». Вернер писал, что Пэджет стал: «первым иллюстратором, задавшим внешность Шерлока Холмса, и сыграл определяющую роль в создании одной из самых знаковых фигур всех времён и народов». Относительно отношения Дойла к работам Пэджета высказывались различные предположения. Так, имеются сведения о том, что художник сделал детектива более привлекательным, чем это задумывалось автором. Однако, сохранились свидетельства того, что Дойл ценил рисунки художника и даже настаивал на продолжении их сотрудничества (например, при издании повести «Собака Баскервилей»).

## Описание
По сюжету рассказа «Скандал в Богемии», действие которого начинается 20 марта 1888 года, после женитьбы доктор Ватсон стал редко посещать своего друга Холмса. Однажды случайно проходя мимо дома на Бейкер-стрит, где они ранее проживали вместе, Ватсон увидел в окне силуэт Холмса. Его друг был явно оживлён и расхаживал по комнате из стороны в сторону, что свидетельствовало о том, что он увлечён разгадыванием какого-то интересного дела. Ватсон решил зайти в гости и его проводили в их бывшую общую гостиную. Ватсон описал эту ситуацию следующим образом: «Он встретил меня без пространных излияний. Он, как всегда, был сдержан, но, по-видимому, обрадовался моему приходу. Почти без слов он приветливым жестом пригласил меня сесть, подвинул ко мне коробку сигар и кивнул на погребец с вином и аппарат для газирования содовой воды в углу. Затем, остановившись у камина, окинул меня своим проницательным взглядом». Холмс по внешности друга сделал несколько верных умозаключений о его образе жизни. Этот момент изобразил Пэджет на иллюстрации, которая озаглавлена «Когда он стоит у камина». На ней представлены оба главных героя. Холмс стоит спиной к очагу, греет руки и спину от огня, и смотрит своим «проницательным взглядом» на сидящего в кресле Ватсона. Вернер писал, что в трактовке Холмса чувствуются «непринуждённость и уверенность, с которыми он захватил суть и дух Холмса и Ватсона. Возможно, герои вышли не совсем такими, какими их задумывал Конан Дойл, но читатели тут же прониклись к ним симпатией. Шерлок Холмс стал узнаваемым. Пэджет сохранил „ястребиный нос“, но сделал детектива более привлекательным: герой стал не таким худощавым и получил уверенную осанку». Уолтер Клайнфелтер в статье «Шерлок Холмс анфас и профиль» заметил, что на рисунке «Подбородок Холмса немного выдаётся вперёд, а его лоб выглядит гораздо выше обычного — художнику было нетрудно изобразить эту деталь в силу того факта, что волосы на висках Холмса значительно поредели к тридцати четырём годам, когда ему выпало помериться умственными способностями с той женщиной, Ирен Адлер». Клайнфелтер также выделил у детектива сравнительно высокие скулы, а также довольно крупный нос, который, однако, «всё же не напоминает клювообразные носы американских индейцев». Ватсон изображён с усами, он выглядит элегантнее, чем его друг. Возможно это связано с тем, что в шерлокиане он иногда представлен в качестве «дамского угодника».
Художник изобразил на рисунке небольшое количество деталей. Обычно он акцентировал внимание на позах героев и изображал только несколько предметов, расположенных рядом с ними. При этом задний план остаётся неполным, а зачастую он вообще отсутствовал. По мнению Вернера, уже в первом рисунке Пэджета содержится то, что отличает его работы о Холмсе — иллюстрирование рассказов запоминающимися сценами и деталями, которые не были представлены у писателя. Так, если в рассказе описана аскетичная обстановка квартиры Холмса (только кресло, камин, портсигар, колба и сифон для содовой (сатуратор)), то художник остановил свой выбор только на камине и кресле. Однако при этом он добавил «буфет на заднем плане, две замысловатые масляные лампы по обе стороны от часов и вазу на каминной полке, а также каминную решётку, обрамление и щипцы». В левом нижнем углу находятся инициалы автора «SP», а в правом нижнем — «WSL», указание на гравировальную фирму.